# Нефедьев, Илья Гаврилович
Илья́ Гаври́лович Нефе́дьев (до 1749 — 3 сентября 1796, Саратов) — саратовский наместник в 1786—1795 годах.

## Служба
Нефедьев начал службу в 1749 году, предположительно, в Кадетском корпусе. С 1779 года — генерал-майор, кавалер ордена святого Георгия IV класса с 26 ноября 1787 года. В 1788 году дослужился до генерал-поручика. 2 декабря 1786 года стал вторым по счёту главой Саратовского наместничества.

При нём была заложена (1790), построена и освящена (1793) лютеранская церковь, сгорело духовное правление (1792). В 1794 году при губернском правлении открылась первая в губернии типография. В октябре 1795 года, будучи «преклонных лет и слабого здоровья», Нефедьев получил отставку. По этому поводу князь А. Б. Куракин писал:
Моё сожаление об отставке ко мне столь искренно расположенного Ильи Гавриловича могло только уменьшиться тем известием, что должность его возложена на Ланского, которого честность и достоинства давно мне известны. Что же касается Нефедьева, по сущей правде сказать должен, что в жене своей имел корыстолюбивую по всем делам своим руководительницу, и что по его слабости самое гласное и осудительное мздоимство во всех саратовских судьях и чиновниках вкралось.
Умер Нефедьев 3 сентября 1796 года и был похоронен 4 сентября на погосте Спасо-Преображенского монастыря, ныне Славянская (Предмостовая) площадь. На могиле был поставлен памятник, который ещё сохранялся в 1850-х годах.
Деревянный дом Нефедьева с небольшой каменной пристройкой был расположен на углу Валовой улицы и Песковского переулка. Он выходил на 18 саженей по Валовой и 9 саженей по переулку и до наших дней не сохранился.

## Семья
Жена — Мария Семеновна Качалова, сестра её Екатерина была замужем за И. П. Тургеневым.
В браке они имели детей:
- Павел Ильич (1781—1806), адъютант великого князя Константина Павловича.
- Александра Ильинична (1782—1845), владела усадьбой Стародуб в Тульской губернии, завещала её двоюродному брату Н. И. Тургеневу.